# 天神之后堂 (佛罗伦萨)

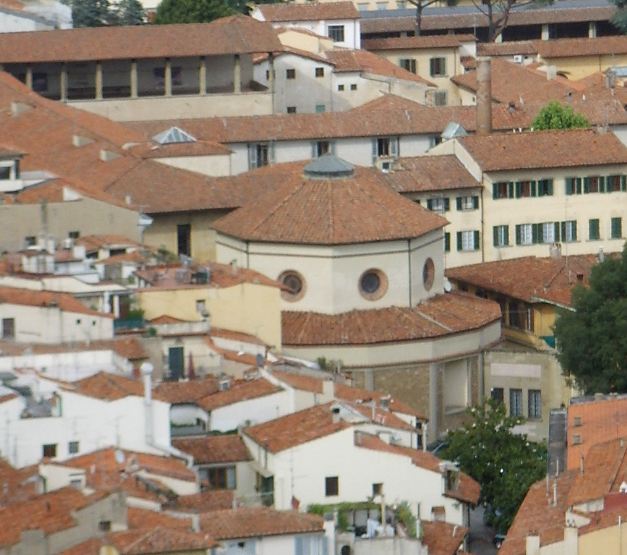
学者圆形堂

天神之后堂（Santa Maria degli Angeli）是意大利佛罗伦萨一个现已解散的天神之后修道院的教堂。它属于卡馬爾多利會，是本笃会的一个分支。该修会由圣罗穆亚尔德于1012年在阿雷佐附近的卡马尔多利创立，因此而得名。该建筑历经多次改建，已经很少保留中世纪建筑原貌。
该修道院在文艺复兴初期曾是一个主要研究中心，这里的写字间以出产高品质的手稿而著称，今天被收藏在世界各地的博物馆。画家洛伦佐·摩纳哥，曾有一段时间以修道为职业，但最终他还俗离开了。然而，他在修道期间及之后，都为该修道院和卡马尔多利修会其他机构创作了一系列的艺术品。
“学者圆形堂”（Rotonda degli Scolari）是修道院建筑群的一部分，1434年，由美第奇家族委托菲利波·布鲁内莱斯基设计。在其核心，有一个八角形的圆顶空间，周围环绕着八个附属空间。